# U-20ラグビーイタリア代表
U-20ラグビーイタリア代表（イタリア語: Nazionale maschile under 20 di rugby a 15 dell'Italia）は、20歳以下の選手で構成されるラグビーユニオンのイタリア代表チームである。愛称は「アッズリーニ（Azzurrini）」。
ワールドラグビーU20チャンピオンシップ・シックス・ネイションズU-20チャンピオンシップなどに出場している。

## 歴史
2008年、創設。
そして2013年、ワールドラグビーU20トロフィーで優勝してワールドラグビーU20チャンピオンシップへ2年ぶりの復帰。

## タイトル
- ワールドラグビーU20トロフィー
優勝・2回 (2010年, 2013年)

## 成績

### ワールドラグビーU20チャンピオンシップ
- 2008年 - 11位
- 2009年 - 13位(U20トロフィーへ降格)
- 2011年 - 11位
- 2012年 - 12位(U20トロフィーへ降格)
- 2014年 - 11位
- 2015年 - 11位
- 2016年 - 11位
- 2017年 - 8位
- 2018年 - 8位
- 2019年 - 9位
- 2023年 - 11位

### ワールドラグビーU20トロフィー
- 2010年 - 1位(ジュニア世界選手権へ昇格)
- 2013年 - 1位(ジュニア世界選手権へ昇格)

### シックス・ネイションズU-20チャンピオンシップ
- 2008年 - 5位
- 2009年 - 6位
- 2010年 - 6位
- 2011年 - 5位
- 2012年 - 6位
- 2013年 - 6位
- 2014年 - 5位
- 2015年 - 6位
- 2016年 - 6位
- 2017年 - 6位
- 2018年 - 4位
- 2019年 - 5位
- 2021年 - 5位
- 2022年 - 3位
- 2023年 - 3位